# PowerPoint Viewer
PowerPoint Viewer – samodzielna przeglądarka prezentacji autorstwa firmy Microsoft utworzonych w programie PowerPoint 97 i jego nowszych wersjach. Od wersji PowerPoint Viewer 2003 obsługiwane są także prezentacje programu Microsoft PowerPoint zabezpieczone hasłem. W programie można wyświetlać i drukować prezentacje, ale nie można ich w żaden sposób edytować. Zalecana do otwierania plików prezentacji nieznanego pochodzenia (ze względu na ograniczoną funkcjonalność nie ma ryzyka infekcji).
Program jest również standardowo dostępny w pakiecie zintegrowanym Microsoft Works 8 i nowszych.
Program można było pobrać ze strony Microsoft do 30-04-2018.